# Горменгаст
Горменгаст — трилогия Мервина Пика в жанре фэнтези. Состоит из романов «Титус Гроан», «Горменгаст» и «Титус Один».
На русском языке трилогия выходила в переводе Сергея Ильина, стихи в переводе Александры Глебовской. Отдельно выходил роман «Замок Горменгаст» в переводе А. Панасьева. Также в переводе Ильина издавалась повесть «Мальчик во мгле», примыкающая к миру Горменгаста.
Горменгаст — это громадный замок со множеством обитателей, также известен как «Замок Четырёх Миров».

## Персонажи
- Титус Гроан — наследник замка, центральный персонаж трилогии
- лорд Сепулькгравий, 76-й герцог Гроан
- леди Гертруда Гроан
- леди Фуксия Гроан — дочь лорда Гроана, сестра Титуса
- Стирпайк. Занял 49 место в «списке виднейших злодеев мировой литературы», составленном газетой The Telegraph[2]
- Кора и Кларисса — близнецы, сёстры герцога Гроана
- доктор Алфред Прюнскваллор — семейный врач Гроанов
- Ирма Прюнскваллор — сестра доктора
- Слэгг[3] — няня Фуксии и Титуса
- Абиата Свелтер — шеф-повар
- Флэй — камердинер герцога
- Саурдаст[4]  — бывший Распорядитель Ритуала, Хранитель Грамот и Наперсник Рода
- Баркентин — хранитель Ритуала, сын Саурдаста
- Беллгров — профессор, один из учителей Титуса

## Сюжет
Книга I. Титус Гроан. Величественный и неприступный замок Горменгаст — дом древнего королевского рода Гроан. Здесь все подчинено строгим ритуалам. Но с рождением молодого наследника, Титуса Гроана, привычный ход вещей и затянувшееся безмолвие нарушают стремительные перемены, грозящие уничтожить старинную династию.
Книга II. Горменгаст. Жизнь молодого наследника старинного королевского рода Гроан омрачена жестокими ритуалами, интригами и смертями. Угроза исходит от коварного Стирпайка, которым движут алчность и жажда власти. Обаянием, хитростью и силой он хочет подчинить себе обитателей угрюмого Замка. И только хрупкий принц Титус может противостоять узурпатору. Кто же одержит верх? Устоят ли древние стены Горменгаста?
Книга III. Титус один. Третья книга из цикла романов о замке Горменгаст — история о бесконечных скитаниях Титуса Гроана. По Праву рождения его место в этом мире определено, он — олицетворение власти, безграничной и бессмысленной. В поисках свободы он убегает от своего предназначения — прочь из Замка. принесет ли побег желаемое?

## Адаптации

### Радио
В 1984 году радио «BBC Radio 4» транслировало 90-минутный аудиоспектакль со Стингом в роли Стирпайка и Фредди Джонсом, читающим текст от автора.

### Телевидение
В 2000 году вышел британо-американский мини-сериал «Горменгаст, или Тёмное королевство».

### В музыке
Ирмин Шмидт написал рок-оперу «Горменгаст» в 1998 году по либретто Дункана Фаллоуэлла на английском языке. В 2000 году вышел СD-диск с отрывками из оперы. Рок-опера ставилась на сценах Германии (Вупперталь, Гелзенкирхен, Фёльклинген, Саарбрюккен) и Люксембурга.

## Продолжения романа
Продолжением трилогии является роман «Титус просыпается» (Titus Awakes), написанный женой Мервина Пика — Мейв Гилмор.